# 木薯麵包
木薯麵包（西班牙語：Pan de yuca），一種由木薯澱粉和起司製成的麵包，常見於厄瓜多爾和哥倫比亞。其外觀呈環狀、橢圓形或圓形。
馬努埃爾·馬利亞·帕斯於1856年創作的一幅水彩畫展示了卡薩納雷省薩利瓦人正在製作的木薯麵包。